# Hippolyte Van de Woestyne
Hippolyte Jacques Marie Van de Woestyne (Gent, 28 december 1808 - 20 maart 1874) was een Belgisch volksvertegenwoordiger en senator.

## Levensloop
Hij was een zoon van Charles Van de Woestyne en van Colette Kerremans. Hij trouwde met Esther van den Hecke. Hij was de schoonzoon van Jacques Joseph van den Hecke en de schoonvader van senator Leon van Ockerhout.
Hij deed rechtenstudies (1827-1829) aan de universiteit van Gent.
Van 1845 tot 1854 was hij gemeenteraadslid van Gent.
In 1861 werd hij verkozen tot katholiek volksvertegenwoordiger voor het arrondissement Gent en vervulde dit mandaat tot hij op 18 mei 1863 zijn ontslag indiende, kort voor het einde van het zittingsjaar. Bij de verkiezingen van 9 juni 1863 stelde hij zich kandidaat als senator, maar raakte niet verkozen. Ook zijn plaats als volksvertegenwoordiger, waarvoor een buitengewone verkiezing om hem te vervangen werd gehouden, werd door een liberaal overgenomen, zelfs al waren de verkiezingen van juni 1863 gunstig voor de katholieken. Het arrondissement Gent gold toen als strijdkieskring die vaak beslissend was voor een katholieke dan wel liberale meerderheid. In 1870 werd hij verkozen tot senator voor hetzelfde arrondissement en bleef dit tot aan zijn dood.
Hij leefde grotendeels als rentenier en grootgrondbezitter, maar had toch ook enkele activiteiten:
- bestuurder en ondervoorzitter van de Banque de Flandres (1856-1873);
- bestuurder van de Spoorweg Gent-Terneuzen,
- bestuurder van de Immobilière Bruxelloise pour la Construction de Maisons d'Ouvriers,
- bestuurder van de Mines et Fonderies de Niederfischbach.

Hij was ook nog:
- voorzitter van de Landbouwvereniging van Oost-Vlaanderen,
- lid van de Toezichtsraad van de Tuinbouwschool in Gentbrugge,
- lid van de Landbouwcomice van Gent.